# Ložina
Ložina – wieś w Słowenii, w gminie Podlehnik. W 2018 roku liczyła 38 mieszkańców.